# Bion (Manche)
Bion ist eine Ortschaft und eine Commune déléguée in der französischen Gemeinde Mortain-Bocage mit 375 Einwohnern (Stand 2022) im Département Manche in der Region Normandie. Die Einwohner werden Bionnais genannt.
Mit Wirkung vom 1. Januar 2016 wurden die früheren Gemeinden Bion, Mortain, Notre-Dame-du-Touchet, Saint-Jean-du-Corail und Villechien fusioniert und damit eine Commune nouvelle mit dem Namen Mortain-Bocage geschaffen. Die Gemeinde Bion gehörte zum Arrondissement Avranches und zum Kanton Mortain.

## Geografie
Bion liegt etwa 34 Kilometer ostsüdöstlich von Avranches. Der Cance begrenzte die frühere Gemeinde im Westen.

## Sehenswürdigkeiten

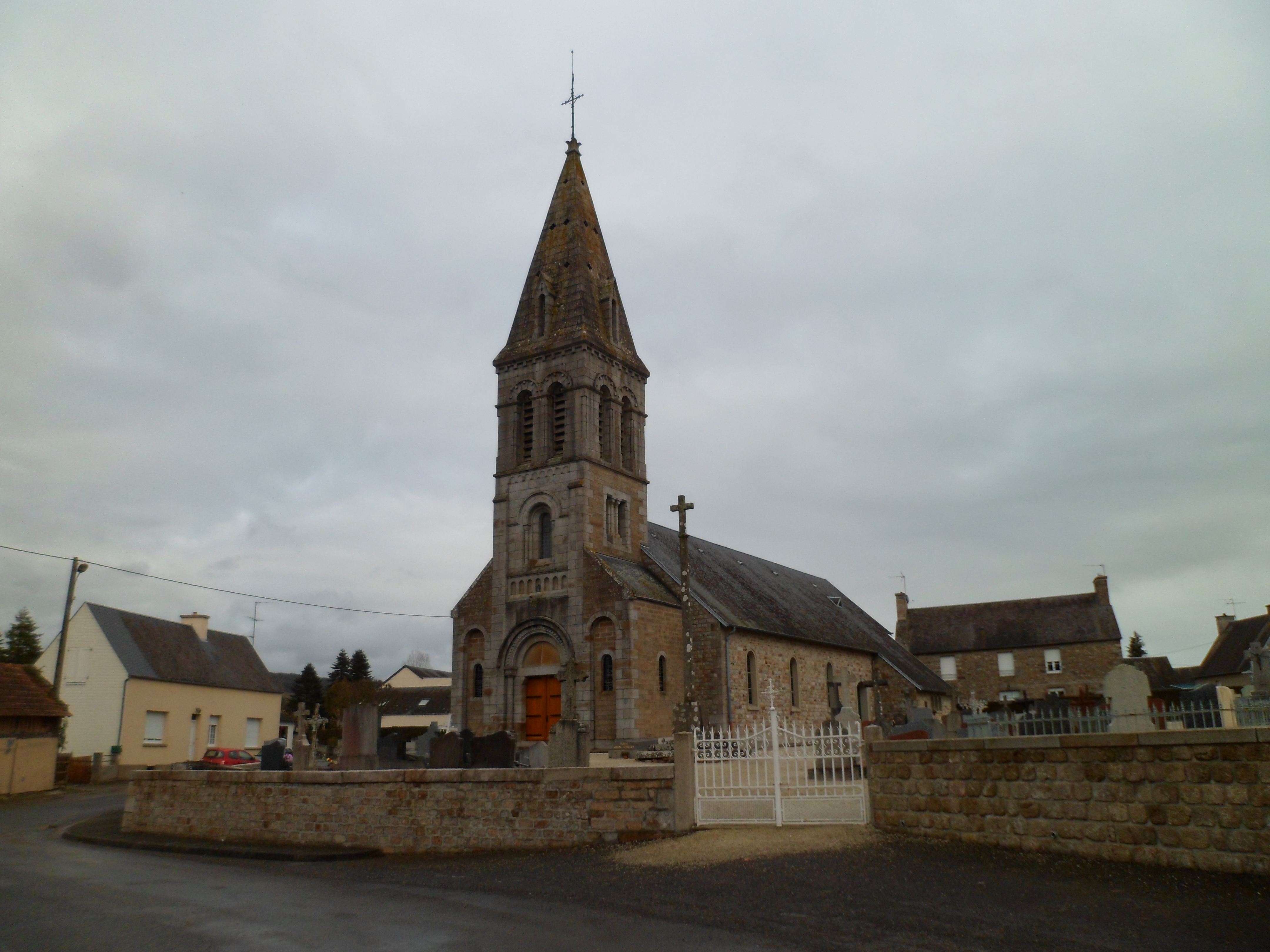
Kirche Saint-Pierre

- Kirche Saint-Pierre
- Kapelle Bourberouge
- Wald von Mortain